# Clarazella quadrata
Clarazella quadrata är en insektsart som först beskrevs av Rehn, J.A.G. 1941.  Clarazella quadrata ingår i släktet Clarazella och familjen Ommexechidae. Inga underarter finns listade i Catalogue of Life.